# Mohamed Sahli
Mohamed Sahli (* 24. März 1978 in Tunesien) ist ein österreichischer Fußballtrainer tunesischer Herkunft. Er ist derzeit Trainer des tunesischen Erstligisten Club Africain.

## Karriere

### Als Spieler
Sahli spielte von 2007 bis 2009 für den ASV Blau-Weiß Salzburg, wo er primär für die Reserve zum Einsatz kam. Im August 2009 absolvierte er sein letztes Spiel als Aktiver.

### Als Trainer
Sahli fungierte ab 2008 als Jugendtrainer beim ASV Blau-Weiß Salzburg, wo er zu jenem Zeitpunkt auch als Spieler tätig war. Ab März 2009 trainierte er in der Jugend des 1. Salzburger SK 1919. Zur Saison 2008/09 wechselte er zum FC Red Bull Salzburg. Zwischen 2012 und 2013 trainierte er in der Jugend des Farmteams FC Liefering, ehe er zu Red Bull Salzburg zurückkehrte.
Zur Saison 2015/16 wurde er Trainer der viertklassigen Amateure des Bundesligisten SV Grödig. Grödig II führte er in jener Spielzeit auf den dritten Rang der Salzburger Liga, aus der man sich jedoch, bedingt durch den Rückzug der ersten Mannschaft aus dem Profifußball, zurückzog. Daraufhin verließ Sahli Grödig und wurde zur Saison 2016/17 Jugendtrainer beim SK Sturm Graz. Ab 2017 fungierte er zudem als Co-Trainer der österreichischen U-19-Mannschaft. Nach der Saison 2017/18 verließ er Sturm Graz aus familiären Gründen. Ab 2018 war er Co-Trainer von Martin Scherb bei der österreichischen U-16-Auswahl.
Zur Saison 2019/20 wechselte er zum Bundesligisten Wolfsberger AC und wurde Co-Trainer von Gerhard Struber. Nach dessen Wechsel zum FC Barnsley im November 2019 wurde Sahli interimistisch Cheftrainer der Kärntner. Im Dezember 2019 wurde er von Ferdinand Feldhofer abgelöst.
Er bildete sich anschließend im Trainerbereich weiter und war in unterschiedlichen Funktionen tätig. Im November 2023 erhielt er die UEFA-Pro-Lizenz. Im Sommer 2024 übernahm er zu Beginn der Saison den tunesischen Erstligisten US Monastir. Trotz eines durchschnittlichen Punkteschnitts von 2,00 pro Spiel wurde der Vertrag nach zwei sieglosen Partien im Februar 2025 einvernehmlich aufgelöst.
Wenige Monate später wurde er Sportdirektor bei Club Africain und war an der Umstrukturierung des Kaders beteiligt. Im Juni 2025 übernahm er den Trainerposten bei Club Africain und löste damit den Franzosen David Bettoni ab.